# Padunia perparvus
Padunia perparvus là một loài Trichoptera trong họ Glossosomatidae. Chúng phân bố ở miền Cổ bắc.